# Arno Lustiger
Arno Lustiger (Bendzin, 7 de maio de 1924 — Frankfurt, 15 de maio de 2012) foi um historiador e escritor alemão de religião judaica. Era primo do arcebispo emérito de Paris, o cardeal Jean-Marie Lustiger. Foi um sobrevivente do Holocausto. Esteve em vários campos de concentração e sobreviveu às marchas da morte. Era o pai da escritora Gila Lustiger.
Faleceu em 15 de Maio de 2012, aos 88 anos de idade.